# Backa naturreservat

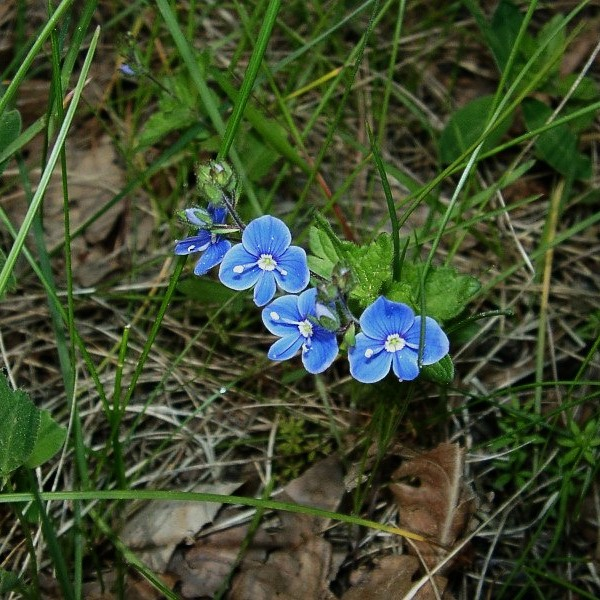
Teveronika

Backa är ett naturreservat i Borås kommun i Västra Götalands län.
Detta naturreservat är 4 hektar stort och består av ett kuperat kulturlandskap med åkermark, odlingsrösen, lövskog och gamla ekar. Gården Backa har varit prästgård från 1600-talet fram till 1987. 
Inom området finns ett rikt fågelliv. Kring de grova hagmarksekarna och andra lövträd kan man finna vitsippa, knägräs, ekorrbär, blodrot och teveronika. På ek och asp finns en rik flora av lav med arter som lunglav, almlav, korallav och blomskägglav. I reservatet finns den ovanliga läderbaggen.
Reservatet ligger sydväst om Ljushults kyrka söder om Borås och är skyddat sedan 1998. Det förvaltas Västkuststiftelsen. 
Området ingår i EU:s ekologiska nätverk av skyddade områden, Natura 2000.